# Johann Diedrich Longé
Johann Diedrich Longé (5 de diciembre de 1779, Innala; 10 de mayo de 1863, Stralsund) fue un oficial naval sueco y prusiano. Fue importante en la formación de la armada prusiana.
Longé nació en lo que entonces era la Finlandia sueca . En 1794 se unió a un regimiento de infantería y en 1799 se trasladó a la marina. El 23 de mayo de 1801 aprobó el examen como oficial naval y sirvió hasta 1805 en la armada sueca. En 1805 fue liberado del servicio para servir con buques mercantes y navales ingleses. Durante este período fue prisionero de guerra de Rusia y Francia
Longé se encontraba en servicio de la marina sueca en la Pomerania sueca cuándo esa provincia fue transferida a Prusia el 15 de agosto de 1815. Fue transferido entonces de la armada sueca a la armada prusiana. El rey prusiano confirmó la transferencia el 2 de abril de 1816 y lo nombró capitán. Luego fue desplegado en Stralsund, que era una fortaleza en ese tiempo.
En Stralsund Longé impulsó la construcción de la goleta Stralsund. Esto puede considerarse el nacimiento de la Armada Prusiana. También participó en la formación de la primera Academia Naval Prusiana , la Navigationsschule, abierta en Danzig en 1817. Como comandante del Stralsund, llevó a los estudiantes en viajes de entrenamiento.
El 10 de julio de 1820 presentó un plan que pedía el desarrollo gradual de la armada prusiana. El 17 de agosto de 1827 se convirtió en jefe del depósito naval real en la isla de Dänholm en Stralsund. Estuvo involucrado en el desarrollo de un plan de flota en 1836. En 1848 se convirtió en presidente del Comité de Marina en Stralsund, y organizó la construcción del barco de remo Strela-Sund. Después de que el rey prusiano rechazara su solicitud de reactivación, renunció al Comité de Marina.
Murió el 10 de mayo de 1863 y fue enterrado en Stralsund.